# بونسکی

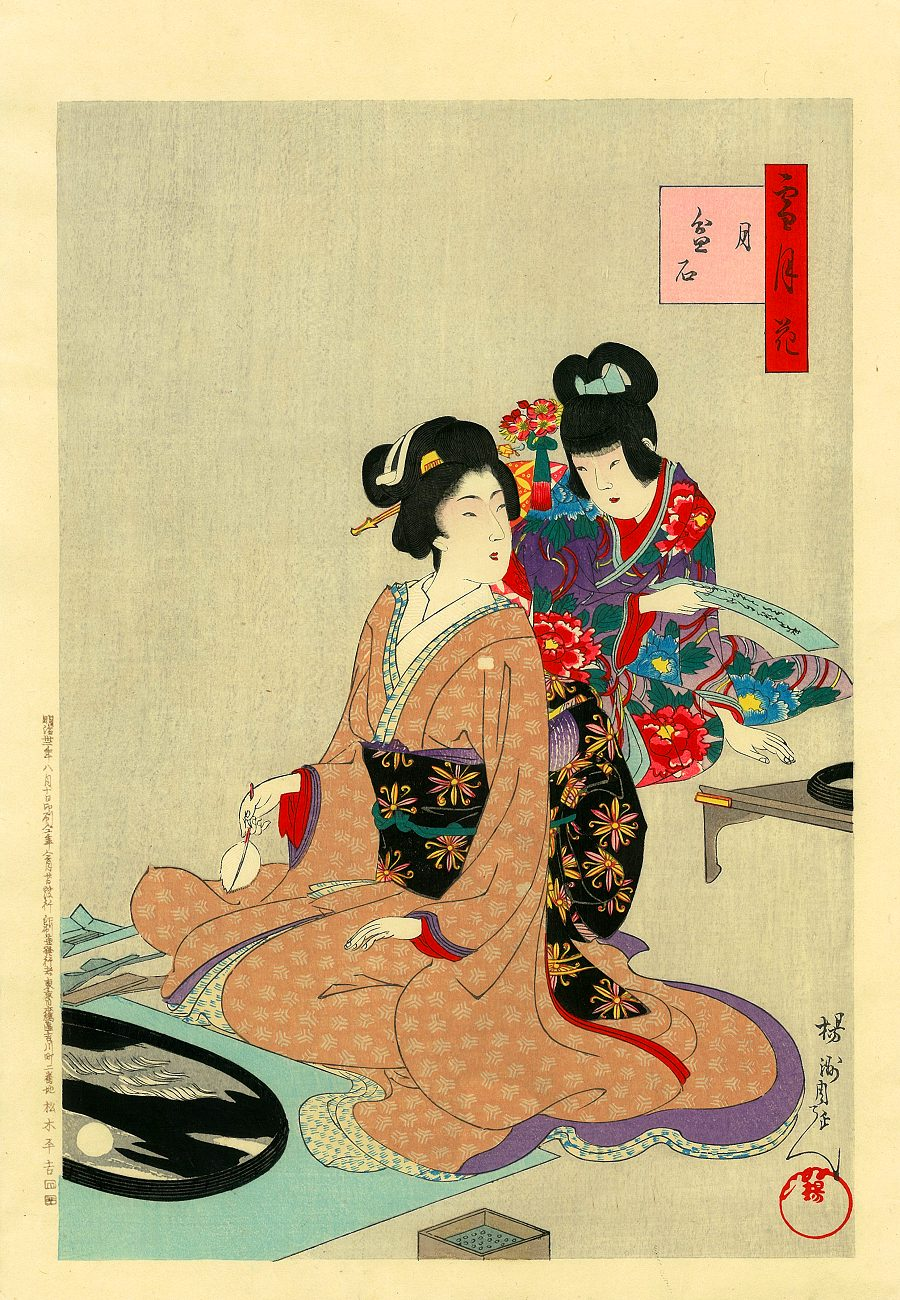
زنی که در حال ساخت یک منظره سینی ماه کامل است. چاپ چوبی اوکی‌یوئه توسط تویوهارا چیکانوبو در سال ۱۸۹۹

بونسِکی (به انگلیسی: Bonseki) (به ژاپنی: 盆 石) به معنی «سینی سنگ‌ها» می‌باشد. هنر باستانی ژاپنی در ایجاد مناظر کوچک در سینی‌های سیاه با استفاده از شن و ماسه سفید، سنگریزه‌ها و سنگ‌های کوچک است.
از ابزارهای ظریف و کوچک در بونسِکی مانند پر، جاروهای کتان کوچک، الک، قاشق و گوه‌های چوبی استفاده شده است. سینی‌ها یا بیضی یا مستطیلی هستند و اندازه آنها تقریباً ۶۰ در ۳۵ سانتی‌متر است. سینی‌های بیضی حاشیه کمی دارند در حالی که مستطیلی‌ها صاف هستند.
صحنه‌های بونسکی اغلب کوه‌ها، سواحل دریا و باغ‌ها را به تصویر می‌کشد. از سنگ‌های کوچک برای نشان دادن کوه‌ها، خطوط ساحلی یا جزایر سنگی که موج‌ها بر آنها می‌شکنند استفاده می‌شود. ساختارهای مینیاتوری مانند خانه‌ها، معابد، پل‌ها و مواردی از این دست معمولاً از مس نقاشی شده ساخته شده و به کار اضافه می‌شوند. به‌طور کلی صحنه‌های بونسِکی بنا به طراحی فقط موقتی هستند. گاهی با استفاده از روش‌های خاصی می‌توان یک صحنه بونسکی را حفظ کرد. این را بونگا (bonga) «عکس سینی» یا سونائی (suna-e) «عکس شن» می‌نامند.

## تاریخچه

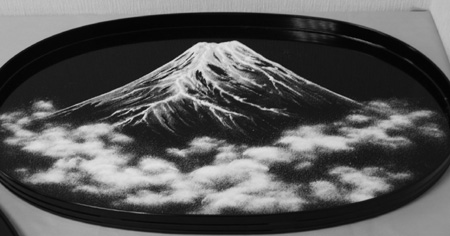
بونسِکی در سینی بیضی و طرح کوه فوجی

ریشه‌های بونسکی مشخص نیست اما اعتقاد بر این است که امپراتور تنمو، که در اواسط قرن هفتم سلطنت کرد، از فنون بونسِکی برای توصیف اشیاء طبیعی و مناظر استفاده کرده است. همچنین اعتقاد بر این است که تعدادی از باغ‌های کیوتو با استفاده از بونسکی به عنوان نوعی طرح اولیه موقتی برنامه‌ریزی و طراحی شده‌اند.
مقاله «قافیه در یک باغ منظره مینیاتور»، که در حدود سال ۱۳۰۰ توسط راهب ذن ژاپنی کوکان شیرن نوشته شده است، اصول زیبایی‌شناسی بونسِکی و خود معماری باغ را تشریح می‌کند.
تحت تأثیر شوگون آشیکاگا یوشیماسا (۱۴۴۳–۱۴۹۰) از نظر زیبایی‌شناسی، بونسِکی در میان اعضای اشراف محبوب شد. یک قرن بعد، سِن نو ریکیو، استاد مشهور مراسم چای، بونسِکی را تمرین کرد و یکی از شاگردان وی، هوسوکاوا تاداوکی، یک مدرسه اختصاص داده شده به بونسکی را با فن‌های ثابت تأسیس کرد. در دوره ادو (۱۸۶۷–۱۶۰۳) با محبوبیت بیشتر این هنر، مدارس بونسِکی تأسیس شد. بونسکی به ویژه در میان بسیاری از بانوان دربار شوگون در توکیوی قدیمی محبوبیت زیادی داشت.
با احیای حکومت سلطنتی، بونسکی به دلیل تأکید بیشتر بر مدرنیته و فرهنگ غربی، به شدت کاهش یافت.

## احیای مدرن

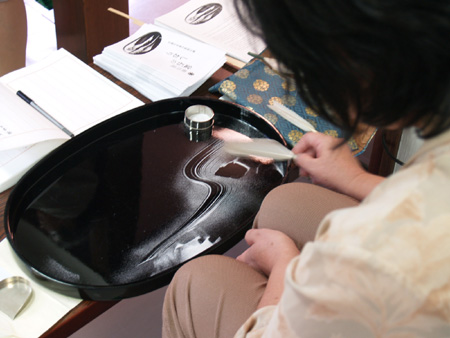
یک هنرمند در حال طراحی بونسِکی

در زمان‌های اخیر، بونسکی شاهد احیای مجددی بوده است زیرا گروه‌های جدید همچنان با حفظ ظرافت‌های سنتی خود، فنون هوسوکاوا (Hosokawa) را بهبود می‌بخشند. یکی از این گروه‌ها «توکیو کویوکای» (Tokyo Kuyo-Kai) از مدرسه هوسوکاوا است. توکیو کویوکای گروهی از دانشجویان دبیران متأخر مدرسه هوسوکاوا است. طبق گروه توکیو کویو-کای، شی بونسکی نه در تکمیل صحنه است و نه در حفظ آن.

توکیو کویو-کای اظهار داشت:
«اهمیت بونسِکی احساس آرامش و رضایت شما از ایجاد یک صحنه بونسِکی است و نه نتیجه کار.»